# Bona mea e un vampir
Bona mea e un vampir este un serial de televiziune canadian. 
| Sezonul I  |                                               |
| Episod     | Numele                                        |
| 1          | Cimintirul                                    |
| 2          | De trei ori ura pentru rău                    |
| 3          | Colectarea                                    |
| 4          | Baieții și papusile                           |
| 5          | Dublu negativ                                 |
| 6          | Sperieturile de vineri seara                  |
| 7          | Miroase a probleme                            |
| 8          | Mori copacule                                 |
| 9          | Luna albastră                                 |
| 10         | Doug, vanatorul de vampiri                    |
| 11         | Fermentații                                   |
| 12         | Trei fraieri și un demon                      |
| 13         | Revampirizat (final)                          |
| Sezonul II |                                               |
| Episodul   | Numele                                        |
| 14         | Bun venit înapoi fanule                       |
| 2 (15)     | Sa fii un Maztak                              |
| 3 (16)     | Motorizat si furios                           |
| 4 (17)     | Aruncat                                       |
| 5 (18)     | Oglindă Oglinjoară                            |
| 6 (19)     | Satul blestemaților                           |
| 7 (20)     | Hottie Hotep                                  |
| 8 (21)     | Zăpăceala zilei                               |
| 9 (22)     | Cântecul sirenei                              |
| 10 (23)    | Hochei-stein                                  |
| 11 (24)    | Hallo-aiurea                                  |
| 12 (25)    | Întâlnirea întâlnirilor partea I              |
| 13 (26)    | Întâlnirea întâlnirilor partea a II-a (final) |